# Hydriomena nicolensis
Hydriomena nicolensis là một loài bướm đêm trong họ Geometridae.